# Magniezia laticarpa
Magniezia laticarpa là một loài chân đều trong họ Stenasellidae. Loài này được Birstein miêu tả khoa học năm 1972.